# Logor Srijemska Mitrovica
Logor Sremska Mitrovica ili logor Srijemska Mitrovica je bio sabirni logor u Srijemskoj Mitrovici, u Vojvodini, pod srpskom upravom od studenog 1991. do kolovoza 1992., gdje su držani hrvatski zarobljenici, vojnici i civili, tijekom Domovinskog rata.  Bio je to najveći i najozloglašeniji logor na teritoriju Miloševićeve Srbije. 
Nakon srpske okupacije Vukovara 1991., JNA je zarobljene Hrvate odvela autobusima u Srijemsku Mitrovicu (koja se nalazi 75 km jugoistočno od Vukovara). Kada je izbio rat u Bosni i Hercegovini, u logor je deportirano i nekoliko Bošnjaka. Prema većini izvještaja, u logoru je bilo između 3000 i 4000 zatvorenika, a najmanje 25 je preminulo tijekom tog razdoblja.

## Logor
Logor se sastojao od dva postrojenja, jedne glavne i druge sporedne. Informacije o sporednom postrojenju su oskudne, pa se većina izvještaja međunarodnih organizacija odnosi na glavnu, „Kazneno Popravni Dom“ (KPD). Postrojenje se nalazilo u središtu Mitrovice te je bila stara zgrada od cigla okružena zidovima visokim četiri metara i bodljikavom žicom. Glavna zgrada je bila dugačka otprilike 60-70 metara te široka 8 metara. U zgradi su bili paviljoni s raznim sobama te samice. Podrum se koristio kao soba za mučenje zatvorenika.
Većina zatvorenika su bili Hrvati, no tamo je bio i barem jedan Amerikanac, jedna slovenska žena te brojni Srbi iz Vukovara koji su odbijali kolaborirati s JNA i srpskim paravojnim postrojbama.

### Tretman zatvorenika
Amnesty International izvještava da su prilikom dolaska u logor svi zarobljenici, izuzev žene i djece, pretučeni od stražara, što je rezultiralo nekolicinom trajnih ozljeda. Nakon što su pretučeni, muški zatvorenici su se morali skinuti goli te su im stražari oduzeli sve vrijedne stvari (novac, satovi, dokumenti, dragulji, remeni…). Prilikom razmjene i odlaska iz logora, uglavnom su se osobne stvari vratile natrag zatvorenicima, izuzev novca i dragulja. Nijedan zatvorenik se nije usudio pitati za iste pošto su im stražari prijetili „da će ih ubiti ako išta spomenu bilo kome“. Zatvorenici su morali ispuniti upitnik o svojim osobnim informacijama te dati izjave pred TV kamerama gdje su priznavali navodne zločine nad Srbima. Nekoliko dana nakon dolaska u logor, stražari su im naredili da moraju obuči vojne uniforme preko svoje prljave civilne odjeće kako bi ih mogli optužiti da su pripadnici vojne postrojbe ispred djelatnika Međunarodnog odbora Crvenog križa. Zatvorenici su često udarani pendrecima po rebrima, trbuhu ili nogama, ili su im glave lupali o zid.
Prilikom ispitivanja, zatvorenicima je ponuđena kolaboracija – nagrada je bila oslobađanje iz zatvora ili privilegije u logoru. Neki zatvorenici su bili na ispitivanju i do 15 dana. Iako su JNA časnici govorili da je zabranjeno maltretiranje ili zlostavljanje zatvorenika, u stvarnosti je situacija bila upravo suprotna. Nekim je ranjenicima čak uskraćeno pravo na liječnički pregled.
Logoraši su morali pognuti glave i držati ruke iza leđa kad god bi stražari ušli u kompleks. Katkad su primorani tako sjediti satima. Logoraše bi tukli sve brutalnije kad god bi Hrvatska postigla važan uspjeh (kao što je međunarodno priznanje ili obavljanje uspješne vojne akcije).
Logoraši su vrijeđani verbalno i maltretirani psihički: povremeno bi pojedini zatvorenik bio odveden na „lažno strijeljanje“, doveden pred zid gdje bi bio prestrašen kada bi vod usmjerio puške na njega, no ne bi ga ubili nego bi ga vratili natrag u zatvor. Jedna žena, koja je prebačena u KPD iz logora Begejci, je silovana od 10 do 20 stražara u samici a njene vapaje upomoć su zatvorenici slušali cijelu noć. Puštale su se četničke pjesme a zabilježeno je da je jedan zatvorenik, pripadnik ZNG-a, bio četiri mjeseca u samici jer je štrajkao zbog loših uvjeta u logoru. Stražari su ga pretukli tako jako da nije mogao ustati 7 dana.
Prema američkom ministarstvu vanjskih poslova, barem 18 zatvorenika je mučeno do smrti.

### Uvjeti u logoru
Stotinjak logoraša je stavljeno u jednu sobu od 50 četvornih metara u kojoj nije bilo kreveta. Spavali su na drvenom podu u skučenom prostoru. Imali su jednu slavinu, ali samo s hladnom vodom, te nisu imali sapun, ručnike, WC papir niti deterdženta. Sobe su imale centralno grijanje preko zime, no lampa sa snažnim svjetlom je bila upaljena tijekom cijele noći. Nekoliko dana kasnije, zatvorenici su dobili madrac, deku, ručnik, sapun i WC papir. Ipak, nisu se mogli okupati niti oprati donje rublje. Za doručak su dobivali šnitu starog kruha, kobasicu ili meso iz konzerve. Za ručak i večeru su dobivali grah ili gulaš, ali su uvijek bili preslani ili prekiseli. Stražari bi povremeno namjerno dali premalo šnita kruha zatvorenicima kako bi povećali napetost i sukob između njih. Tek nakon mjesec i pol, zatvorenicima je dozvoljeno izaći van na svjež zrak. Tada su primorani na prisilni rad: čiščenje kanalizacije, rad na polju i druge teške fizičke poslove.
Logoraši su oboljevali većinom od upale pluća, urinarnih infekcija ili psihičkog nemira. Zatvorenike u najgorem stanju stražari su sakrili od djelatnika Crvenog križa. Nakon što je Crveni križ najavio inspekciju lokaciji, većina ženskih zatvorenika je pušteno na slobodu. Zatvorenici nisu imali mogućnosti otuširati ili okupati se mjesecima te su dobili uši. Zbog toga, stražari su ih prskali insekticidom. Tek nakon dva i pol mjeseca, zbog pritiska Crvenog križa, zatvorenicima je dozvoljeno okupati se.

## Zatvaranje logora
7. kolovoza 1992., jugoslavenski premijer Milan Panić i hrvatski premijer Franjo Gregurić su postigli dogovor u Budimpeši prema kojem bi se razmijenili zatvorenici. Oko 500 zatvorenika je razmijenjeno u Nemetinu, kraj Osijeka. 14.kolovoza razmijenjeno je oko 1500 daljnih zatvorenika. Logor je na kraju zatvoren 13. kolovoza.

## Optužbe
Međunarodni sud za ratne zločine počinjene na području bivše Jugoslavije optužio je Slobodana Miloševića i Gorana Hadžića za „dugotrajno i rutinsko zatvaranje više tisuća hrvatskih i drugih nesrpskih civila u zatočeničkim objektima u Hrvatskoj i izvan nje, uključujući zatvoreničke logore koji su se nalazili u Crnoj Gori, Srbiji i Bosni i Hercegovini, uspostavljanje i održavanje nehumanih životnih uvjeta za hrvatske i druge nesrpske civile zatočene u spomenutim zatočeničkim objektima, višekratno mučenje, premlaćivanje i ubijanje hrvatskih i drugih nesrpskih civila“.
Predstojnik vladina Ureda za zatočene i nestale Ivan Grujić svjedočio je na suđenju bivšem jugoslavenskom predsjedniku Miloševiću pred Međunarodnim sudom za bivšu Jugoslaviju u ožujku 2003. Tužiteljica Hildegard Uertz-Retzlaff ispitivala je svjedoka o zatočeničkim logorima u Srbiji, Crnoj Gori, BiH i na okupiranim područjima Hrvatske u kojima su držani hrvatski zarobljenici, među njima i KPD Sremska Mitrovica, govoreći o ´neljudskim uvjetima držanja zatvorenika, zlostavljanju i ubojstvima', napominjući da o fizičkom zlostavljanju zatvorenika u gotovo svim logorima postoji medicinska dokumentacija načinjena nakon razmjena, precizno navodeći vrijeme rada logora, broj zatočenika koji je kroz njih prošao te broj i imena dijela ubijenih zatočenika.
31. prosinca 2004., vijeće za ratne zločine vukovarskog općinskog suda proglasilo je Milovana Ždrnja krivim za optužbu da je bio stražar koji je tukao zatvorenike u logoru Srijemska Mitrovica. Međutim, zbog manjka dokaza, vrhovni sud je 2009. poništio presudu i oslobodio Ždrnja od optužbe.
2009., Aleksandar Vasiljević, general major bivše JNA i nekadašnji načelnik “Uprave bezbednosti SSNO”, koji inače živi u Srbiji, osumnjičen je za ratni zločin protiv ratnih zarobljenika i ratni zločin protiv civilnog stanovništva. Istražni zahtjev protiv njega podnijelo je Županijsko državno odvjetništvo iz Osijeka. Sumnjiči ga se da od početka listopada 1991. do svibnja 1992. godine nije učinio ništa kako bi spriječio sustavna zlostavljanja, ubijanja, silovanja i torturu nad 3000 zarobljenih hrvatskih civilnih i vojnih zarobljenika, koji su bili zatvoreni u logorima na teritoriju Srbije - Begejcima, Stajićevu, Srijemskoj Mitrovici i Nišu.
Vasiljević, koji je kao načelnik Uprave bio odgovoran za logore i koji je znao što se u njima događa, pa i to da je u psihičkim i fizičkim torturama ubijeno 13 zarobljenika čiji je identitet poznat te veći broj zasad neidentificiranih zarobljenika, nije učinio ništa kako bi to spriječio.
Ironično, nakon demokratskih promjena u Srbiji, nekadašnji logor u Srijemskoj Mitrovici je transformiran u zatvor u kojem su se držali srpski zatvorenici osumnjičeni za ratne zločine u Hrvatskoj i Bosni.